# Mikałaj Branfiłau
Mikałaj Branfiłau (biał. Мікалай Мікалаевіч Бранфілаў, ros. Николай Николаевич Бранфилов, Nikołaj Nikołajewicz Branfiłow; ur. 16 grudnia 1977 w Mińsku) – białoruski piłkarz występujący na pozycji obrońcy, jednokrotny reprezentant Białorusi, trener piłkarski.